# Lacconotus punctatus
Lacconotus punctatus es una especie de coleóptero de la familia Mycteridae.

## Distribución geográfica
Habita en Estados Unidos.